# High School Musical: Get In The Picture
High School Musical: Get In The Picture es un reality show para la televisión, esperado a estrenarse el 20 de julio de 2008 en ABC. La serie es un spin-off de la popular franquicia de Disney, High School Musical y la primera serie en estar basada en la franquicia. Nick Lachey será el presentador de la serie. La serie incluye la búsqueda por todo Estados Unidos de adolescentes con talento musical y la preparación de los escogidos para entrenar sus habilidades.

## Premios
El ganador del reality show aparecerá en el video musical que aparecerá en los créditos finales de la película producida por Walt Disney Pictures, High School Musical 3: Senior Year y un contrato musical con Walt Disney Records para grabar dos sencillos, de los cuales uno tendrá su propio video musical.

## Filmaciones
El 4 de junio de 2008 las filmaciones iniciaron en Utah, Estados Unidos. Las filmaciones se encuentran en el Murray High School en Murray, Utah.